# Simón de Roxas Clemente y Rubio

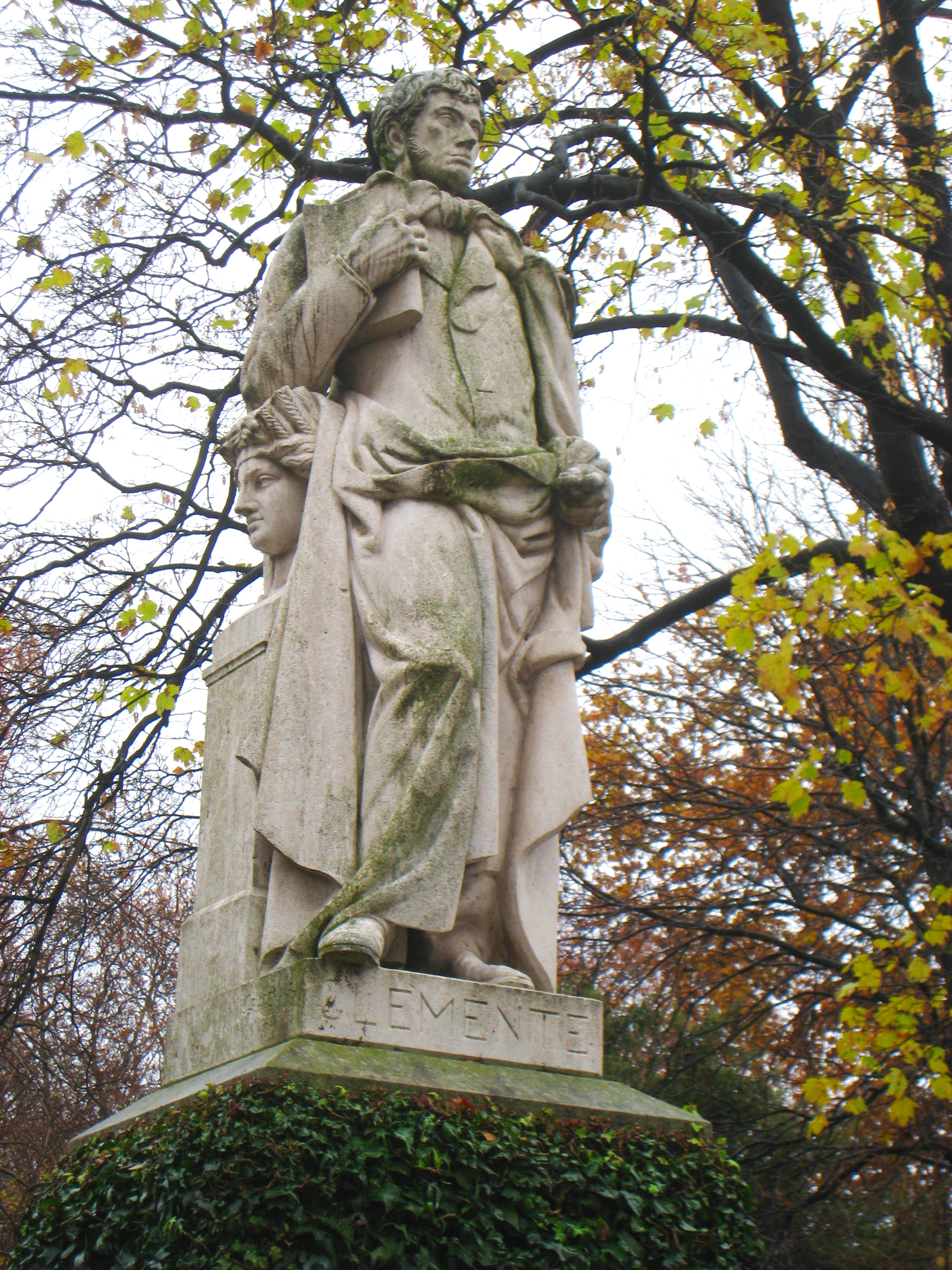
Estátua de Simón de Rojas Clemente y Rubio no Jardim Botânico Real de Madri

Simón de Rojas Cosme Damián Clemente y Rubio (Titaguas, Valência, 27 de setembro de 1777 - Madrid, 27 de fevereiro de 1827) foi um botânico espanhol.